# Tyrannochelifer imperator
Tyrannochelifer imperator är en spindeldjursart som först beskrevs av With 1908.  Tyrannochelifer imperator ingår i släktet Tyrannochelifer och familjen tvåögonklokrypare. Inga underarter finns listade i Catalogue of Life.